# 1401

## Родени
- Николай Кузански, германски философ и учен
- 21 декември – Мазачо, италиански художник